# Anolis nigrolineatus
Espèce
Synonymes
- Dactyloa nigrolineatus (Williams, 1965)

Anolis nigrolineatus est une espèce de sauriens de la famille des Dactyloidae. 

## Répartition
Cette espèce est endémique d'Équateur. Elle a été découverte à Machala dans la province d'El Oro.

## Publication originale
- Williams, 1965 : South American Anolis (Sauria: Iguanidae): Two new species of the punctatus group. Breviora, no 233, p. 1-15 (texte intégral).